# Feuille-morte de l'yeuse
Phyllodesma ilicifolia
Pour les articles homonymes, voir Feuille morte (homonymie).
Espèce
Statut de conservation UICN

 VU A1c : Vulnérable
La Feuille-morte de l'yeuse ou le Bombyx feuille de l'yeuse, Phyllodesma ilicifolia, est une espèce d'insectes lépidoptères (papillons) appartenant à la famille des Lasiocampidae.
C'est une espèce difficile à déterminer à cause de sa ressemblance avec Phyllodesma tremulifolia.
- Répartition : très localisée, de l’Europe occidentale au Japon.
- Envergure du mâle : de 15 à 17 mm.
- Période de vol : d’avril à juin, univoltine.
- Habitat : forêts.
- Plantes-hôtes : Betula alba, Salix, Populus et Vaccinium myrtillus.

## Sources
- (en) UICN : espèce Phyllodesma ilicifolia (Linnaeus, 1758) (consulté le 16 mai 2015)
- P.C. Rougeot, P. Viette, Guide des papillons nocturnes d'Europe et d'Afrique du Nord, Delachaux et Niestlé, Lausanne 1978.
- Collectif d'entomologistes amateurs, Guide des papillons nocturnes de France : plus de 1620 espèces décrites et illustrées, Paris, Delachaux et Niestlé, 2007, 288 p. (ISBN 978-2-603-01429-5), p. 30, n°45